# マキャヴェリズム

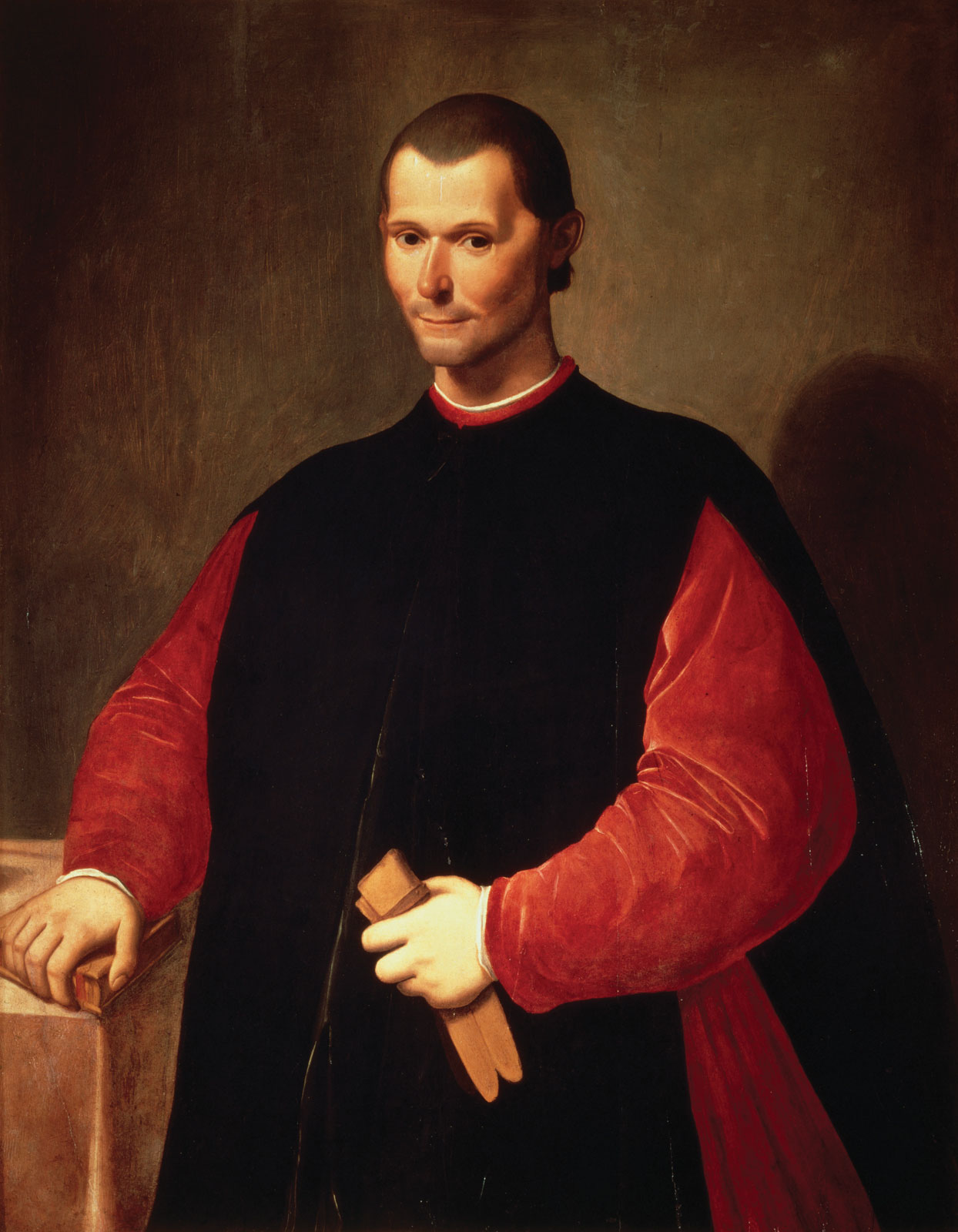
マキャヴェッリ

「マキャヴェリズム」（または「マキアヴェリズム」）（英: Machiavellianism、仏: Machiavélisme）は、一般的にイタリア・ルネサンス期の外交官ニッコロ・マキャヴェッリの政治哲学と定義され、現実主義と結びつけられ、国内外の政治において為政者は道義的な考慮よりも政権の安定を優先すべきだという見解と関連している。
マキャヴェッリの哲学の正確な性質や、彼の著作の意図については、学術的な合意が存在しない。
「マキャヴェリズム」という言葉が初めて登場したのは1607年で、マキャヴェッリの名声に伴い、しばしば不道徳な政府政治の代名詞として用いられた。
マキャベリズムの支持者や行為者は、日本語ではマキャベリストと呼称する。英語でマキャヴェリアン (Machiavellian) と呼ぶ。フランス語の古い用法ではマキャヴェリスト (Machiavéliste)。チェーザレ・ボルジアが代表的な人物。